# سایروپولیس

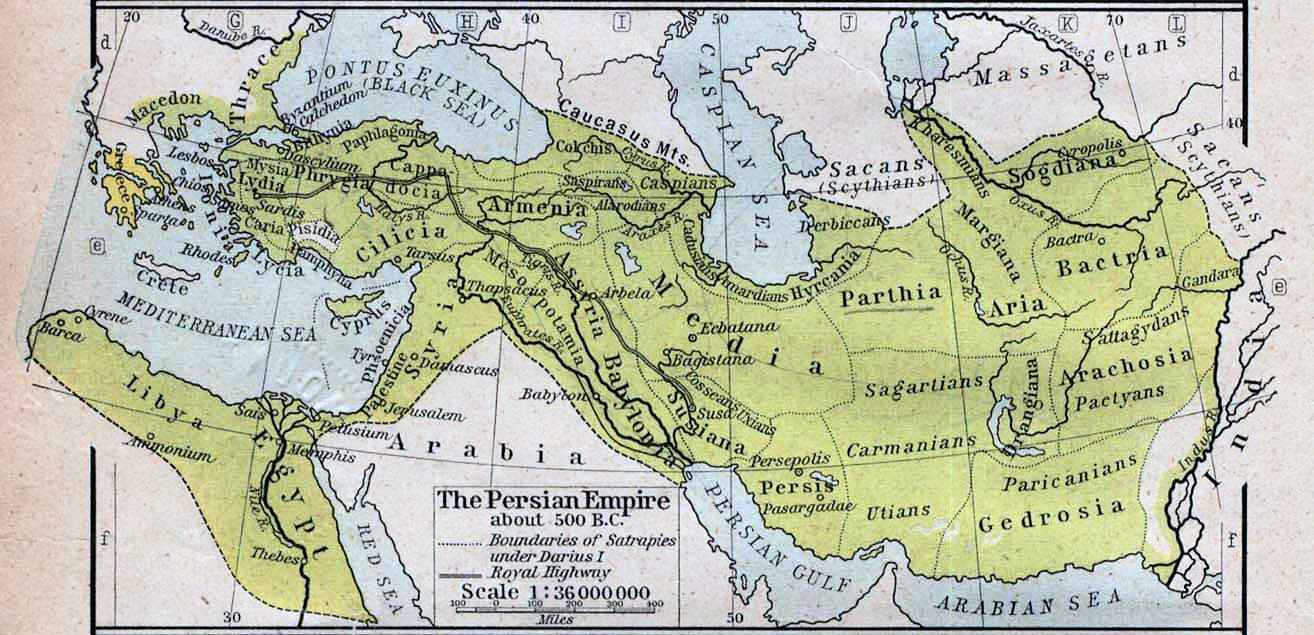
نقشه شاهنشاهی هخامنشی که موقعیت شهر سایروپولیس در سغدیانا در آن قابل مشاهده است.

سایروپولیس (یونانی: Kuroúpolis) شهر باستانی در آسیای میانه بوده که توسط کوروش بزرگ بنیانگذار شاهنشاهی هخامنشی، در سال ۵۴۴ پیش از میلاد ساخته شده است.
نام دیگر آن کورِشاتا احتمالاً بازتابی از واژه ایرانی *کورو(ش)-کَثا-، به معنای واقعی کلمه «سکونتگاه (مستحکم) کوروش» است، اما توسط نویسندگان یونانی از طریق ریشه‌شناسی عامیانه به عنوان «سیرا، دورترین/آخرین» تفسیر شد (مقایسه کنید با استرابون، τὰ Κῦρα، ἔσχατον ὢν Κύρου κτίσμα «کورا، آخرین شهری که توسط کوروش ساخته شد»). در منابع فارسی هیچ اشاره‌ای به چنین شهری نشده است، اگرچه داریوش یکم (۵۲۲-۴۸۶ پیش از میلاد) محدوده‌های پادشاهی خود را «از سکاها که در آن سوی سغد هستند، تا حبشه» توصیف کرده است (DPh ۵-۶؛ مقایسه کنید با DH ۴-۵) و مشخص است که هخامنشیان توجه ویژه‌ای به مرز شمال شرقی خود داشتند.
سایروپولیس در منابع کلاسیک در رابطه با سرکوب شورش‌ها در آنجا و چندین شهر دیگر در رودخانه تانائیس (سیردریای امروزی) در نزدیکی محل بعدی خجند (لنین‌آباد پیشین) توسط اسکندر مقدونی در سال ۳۲۹ پیش از میلاد ذکر شده است. اطلاعات آنها در مورد شهر را می‌توان به زمان خود اسکندر ردیابی کرد. به عنوان مثال، روایت آرین عمدتاً از بطلمیوس اول سوتر، پسر لاگوس و بنیانگذار دودمان بطلمیوسی مصر (حکومت ۳۲۳-۲۸۳ پیش از میلاد) گرفته شده است. کوینتوس کورتیوس روفوس دو نسخه یکی شبیه به نسخه بطلمیوس، دیگری شاید از کلیتارخوس معاصر او را با هم ترکیب کرد. نونوس از دیونیسوس، نویسنده باساریکا، وام گرفته است، که به نوبه خود بدون شک گزارش‌هایی از مورخان اسکندر را اقتباس کرده بود.
اگرچه برخی از پژوهشگران سایروپولیس را با محل اورا-تپه امروزی در تاجیکستان در جنوب غربی خجند مرتبط دانسته‌اند، اما محل کورکَث امروزی، در شمال دورتر در نزدیکی سیردریا، به دلیل شباهت آشکار نام آن با *کورو(ش)-کَثا- و همچنین مطابقت دقیق‌تر موقعیت آن با گزارش‌های باستانی، قانع‌ کننده‌تر به نظر می‌رسد. با این حال، تاکنون یافته‌های باستان‌شناسی هیچ شاهدی برای حل این مسئله ارائه نکرده است. موگ تپه، ارگ اورا-تپه، حاوی لایه‌هایی است که به سده چهارم پیش از میلاد بر می‌گردند، اما سایت باستانی شیرین در کورکث تاکنون فقط به طور اندک مورد بررسی قرار گرفته است. دخمه‌های خاکسپاری معروف در شیرین متعلق به دوره بعدی است. ظاهراً سیروپولیس مرکز منطقه‌ای از سغد بود که در قرون وسطی به عنوان اُشروسنه شناخته می‌شد، اگرچه نویسندگان کلاسیک ساکنان آن و شهرهای همجوار را از سغدیان متمایز می‌کردند. طبق نسخه دومی که توسط کورتیوس روفوس گزارش شده است، ساکنان سیروپولیس را مِمَکِنی (احتمالاً از یک نام جغرافیایی تأیید نشده *مِمَکِنه)، valida gens (به معنی مردمی قوی) می‌نامیدند، که نشان می‌دهد نام باستانی اُشروسنه ممکن است *مایمَکا بوده باشد، که در میان نام‌های جغرافیایی منطقه در قرون وسطی حفظ شده بود.
سایروپولیس که توسط کلودیوس پتولمی ذکر شده‌ است، با سایروپولیس که توسط تاریخ‌نگاران اسکندر مقدونی توصیف شده است مرتبط نیست. اطلاعات پتولمی ممکن است ریشه در برنامه سفر مارینوس داشته باشد، که مسیرش را به سوی چین توصیف کرده بود. بر اساس اطلاعات پتولمی، این سایروپولیس بر روی ساحل رودخانه کورشَب که به سیردریا می‌ریزد، واقع شده باشد. در اوایل قرون میانی، یک شهر کورشاب بر روی این شاخه فرعی رودخانه قرار داشته است.